# Исайя Брэдли
Исайя Брэдли (англ. Isaiah Bradley) — персонаж Marvel Comics, который также носил титул Капитан Америка (англ. Captain America).
Впервые появился в комиксе Truth: Red, White & Black #1 (январь 2003). Является суперсолдатом как Стив Роджерс. Также известен как Чёрный Капитан Америка.
В Кинематографической вселенной Marvel (КВМ), в сериале «Сокол и Зимний солдат», персонажа сыграл Карл Ламбли.